# Biblisheim
Biblisheim je občina v departmaju Bas-Rhin francoske regije Alzacija.
Leta 2008 je v občini živelo 371 oseb oz. 166 oseb/km².